# 1909 en Suisse
Chronologie de la Suisse
- 1905
- 1906
- 1907
- 1908
- 1909
- 1910
- 1911
- 1912
- 1913

Chronologie de la Suisse
1908 en Suisse - 1909 en Suisse - 1910 en Suisse

## Gouvernement au1erjanvier 1909
- Conseil Fédéral[1]
  - Adolf Deucher (PRD), président de la Confédération
  - Robert Comtesse (PRD), vice-président de la Confédération
  - Marc-Emile Ruchet (PRD)
  - Ernst Brenner (PRD)
  - Ludwig Forrer (PRD)
  - Eduard Müller (PRD)
  - Josef Anton Schobinger (PDC)

## Évènements
Dimanche 10 janvier 
- La voûte de l'église de Nax s'effondre en durant la messe dominicale faisant 31 morts et une cinquantaine de blessés.

 Jeudi 11 février 
- La Gare de Cornavin, à Genève est entièrement détruite par un incendie.

 Dimanche 15 mars 
- Votations fédérales. Le peuple approuve, par 332 001 oui (59,6 %) contre 225 123 non (40,4 %), la loi fédérale sur le tarif des douanes.

 Lundi 16 mars 
- Une collision entre deux trains à Au (ZH) cause la mort de deux personnes.

 Dimanche 4 avril 
- Votation cantonale. Les citoyens du canton de Lucerne approuve l’introduction de la représentation proportionnelle pour l’élection du Grand Conseil.

 Samedi 1er mai 
- Dernière étape de la nationalisation des chemins de fer, la Confédération rachète la Société des chemins de fer du Gothard.

 Mardi 18 mai 
- L’Académie de Neuchâtel devient l’Université de Neuchâtel.

 Samedi 13 juin 
- Fondation à Lausanne de l’Union des Villes et principales localités vaudoises par une trentaine de syndics représentant les plus grandes communes du canton.

 Jeudi 18 juin 
- Convention entre la Suisse et la France concernant les lignes d’accès au tunnel ferroviaire du Simplon.

 Jeudi 1er juillet 
- Fondation à Bâle de Pro Natura, sous le nom de Ligue suisse pour la protection de la nature.
- Ouverture de la ligne ferroviaire Davos-Filisur (GR) des Chemins de fer rhétiques.

 Samedi 3 juillet 
- Célébration à Genève du 400e anniversaire de la naissance de Calvin et pose de la première pierre du Mur des Réformateurs.

 Jeudi 8 juillet 
- Début des festivités marquant le 350e anniversaire de l’Université de Genève.

 Vendredi 9 juillet 
- Début de la 55e Fête fédérale de gymnastique à Lausanne.

 Lundi 23 août 
- L’explosion de l'usine à gaz de la Coulouvrenière, à Genève, fait 13 morts et 10 blessés.

 Mercredi 1er septembre 
- Fondation à l’Université de Lausanne de l’Institut de police scientifique (IPS).

 Dimanche 12 septembre 
- Premier meeting aérien de Suisse à Vernier (GE).

 Jeudi 16 septembre 
- Ouverture du Casino d’Ouchy (VD).

 Dimanche 20 septembre 
- Inauguration du Théâtre de Bâle avec Tannhäuser de Richard Wagner.

 Mercredi 12 octobre 
- Signature, entre la Suisse, l'Allemagne et l'Italie, des Conventions internationales du chemin de fer du St-Gothard.

 Dimanche 25 octobre 
- Votations fédérales. Le peuple rejette, par 264 085 non (69,2 %) contre 117 694 oui (30,8 %), la loi fédérale complétant le code pénal fédéral du 4 février 1853.
- Votations fédérales. Le peuple rejette, par 295 085 non (75,6 %) contre 95 131 oui (24,4 %), l’initiative populaire demandant une révision constitutionnelle pour que la composition du Conseil national soit basée sur la population de nationalité suisse.
- Votations fédérales. Le peuple rejette, par 228 094 non (59,3 %) contre 156 777 oui (40,7 %), l’arrêté fédéral portant modification de l'article 32bis de la constitution fédérale.

 Vendredi 29 octobre 
- Le professeur et chirurgien Emil Theodor Kocher reçoit le Prix Nobel de médecine pour ses recherches sur les guérisons des blessures par armes à feu.

 Jeudi 11 novembre 
- Signature, entre la Société suisse des sciences naturelles et la commune grisonne de Zernez (GR), d’un contrat permettant la création d’une réserve naturelle dans le val Cluozza, première étape d’un véritable parc national.

 Samedi 11 décembre 
- Pour faire face aux importantes dépenses qui lui incombent, le Conseil fédéral envisage de lever un impôt sur le tabac.

 Jeudi 16 décembre 
- Fondation du Don suisse de la Fête nationale, dans le but d’inciter les Suisses à un élan de solidarité.

## Décès
Vendredi 15 janvier 
- Décès à Lucerne, à l’âge de 82 ans, du peintre Robert Zund.

 Samedi 20 février 
- Décès à Berne, à l’âge de 53 ans, du chocolatier Rodolphe Lindt.

 Dimanche 21 février 
- Décès à Zurich, à l’âge de 55 ans, du cartographe Xaver Imfeld.

 Lundi 22 février 
- Décès à Payerne, à l’âge de 73 ans, de l’industriel Jules Frossard, fondateur de la première fabrique payernoise de cigares.

 Jeudi 27 mai 
- Décès à Genève, à l’âge de 92 ans, du professeur Ernest Naville.

 Mercredi 7 juillet 
- Décès à Göttingen (All), à l’âge de 31 ans, du mathématicien et physicien Walter Ritz.

 Mardi 12 octobre 
- Décès à Clarens, à l’âge de 76 ans, du juriste Carl Hilty.